# Elena Møller Rigas
Elena Møller Rigas (* 29. Januar 1996) ist eine dänische Eisschnellläuferin.

## Werdegang
Møller Rigas startete international bei den Juniorenweltmeisterschaften 2014 in Bjugn. Ihre beste Platzierung dort war der 22. Platz im Mini-Vierkampf. Ihr Debüt im Weltcup hatte sie im Dezember 2014 in Berlin und belegte dabei den 25. Platz über 3000 m in der B-Gruppe und den 14. Rang im Massenstart. Ihr bestes Ergebnis bei den Juniorenweltmeisterschaften 2015 in Warschau war der vierte Platz im Massenstart. Im Februar 2017 wurde sie bei den Einzelstreckenweltmeisterschaften in Gangwon Achte im Massenstart. In der Saison 2017/18 erreichte sie in Calgary mit dem zweiten Platz im Massenstart ihre erste Podestplatzierung im Weltcup und zum Saisonende den sechsten Platz im Massenstart-Weltcup. Beim Saisonhöhepunkt, den Olympischen Winterspielen 2018 in Pyeongchang, schied sie im Massenstart im Halbfinale aus und errang damit den 20. Platz. In der folgenden Saison kam sie auf den zehnten Platz im Massenstart-Weltcup. Bei den Einzelstreckenweltmeisterschaften 2019 in Inzell wurde sie Sechste im Massenstart.

## Persönliche Bestzeiten
- 500 m      41,80 s (aufgestellt am 30. September 2016 in Inzell)
- 1000 m    1:21,71 min (aufgestellt am 21. Oktober 2016 in Inzell)
- 1500 m    2:02,48 min (aufgestellt am 9. Dezember 2017 in Salt Lake City)
- 3000 m    4:11,69 min (aufgestellt am 1. Dezember 2017 in Calgary)

## Teilnahmen an Weltmeisterschaften und Olympischen Winterspielen

### Olympische Spiele
- 2018 Pyeongchang: 20. Platz Massenstart

### Einzelstreckenweltmeisterschaften
- 2017 Gangwon: 8. Platz Massenstart
- 2019 Inzell: 6. Platz Massenstart